# Schloßstraße (metropolitana di Berlino)
La stazione di Schloßstraße è una stazione della metropolitana di Berlino, sulla linea U9. È posta sotto tutela monumentale (Denkmalschutz).

## Storia
Alcuni anni fa la BVG ipotizzò di chiudere il livello inferiore della stazione, portando entrambi i binari della U9 al livello superiore; nel 2015 tale progetto venne tuttavia annullato per gli alti costi che avrebbe comportato.
Nel 2017 la stazione, insieme al soprastante “Bierpinsel”, venne posta sotto tutela monumentale (Denkmalschutz).

## Strutture e impianti
Il progetto architettonico della stazione fu elaborato da Ralf Schüler e Ursulina Schüler-Witte.

## Interscambi
- Fermata autobus